# Cronología (álbum de Manal)
Cronología es un álbum recopilatorio del grupo de rock y blues argentino Manal, editado en 1992. Este álbum recopila todas las pistas de su segundo álbum de estudio El león de 1971, con la adicción de los temas del sencillo "Doña Laura"/"Elena", y de algunas canciones que fueron grabadas durante las sesiones del álbum pero no fueron incluidas, "Mujer sin nombre" y "Libre como ayer".
Algunas reediciones en CD de El león incluye como pistas adicionales las cuatro canciones, "Doña Laura", "Elena", "Mujer sin nombre" y "Libre como ayer", por ello tanto la presente compilación como Manal de 1972 (cuyo contenido era similar), fueron descatalogadas.

## Lista de canciones
Todas compuestas por Javier Martínez, excepto donde se indica.
| N.º | Título                           | Vocalista principal                  | Duración |  |
| 1.  | «Doña Laura»                     | Martínez y Alejandro Medina en coros |          |  |
| 2.  | «Elena (vas mal así)»            | Martínez y Medina en coros           |          |  |
| 3.  | «No hay tiempo de más»           | Martínez                             |          |  |
| 4.  | «Blues de la amenaza nocturna»   | Martínez                             |          |  |
| 5.  | «Soy del sol» (Medina)           | Medina                               |          |  |
| 6.  | «Paula (quiero ver donde estas)» | Martínez                             |          |  |
| 7.  | «Si no hablo de mí»              | Martínez                             |          |  |
| 8.  | «Hoy todo anda bien»             | Martínez                             |          |  |
| 9.  | «Te quiero (mujer sin nombre)»   | Martínez                             |          |  |
| 10. | «El león (despierta un león)»    | Martínez                             |          |  |
| 11. | «Vamos a la vida»                | Martínez y Medina en coros           |          |  |
| 12. | «Libre como ayer»                | Martínez y Medina en coros           |          |  |

- Las canciones "Blues de la amenaza nocturna" y "Elena" son las pertenecientes al álbum de estudio El león de 1971.

## Créditos
Manal
- Claudio Gabis - Guitarras eléctricas
- Javier Martínez - Batería, percusión y voz
- Alejandro Medina - Bajo eléctrico y voz

Otros
- Ingeniero de grabación - Carlos Piriz.